# Lasioptera eriochloa
Lasioptera eriochloa är en tvåvingeart som beskrevs av Ephraim Porter Felt 1926. Lasioptera eriochloa ingår i släktet Lasioptera och familjen gallmyggor. Inga underarter finns listade i Catalogue of Life.